# 李億祺 (潜水艦)
李億祺（イ・オッキ、日本語読み：り おくき、朝鮮語：이억기、ラテン文字：Lee Eokgi, SS-071）は、大韓民国海軍の潜水艦。張保皐級潜水艦の9番艦。艦名は李氏朝鮮水軍の武将李億祺に由来する。

## 艦歴
「李億祺」は、大宇重工業玉浦造船所で建造され、2000年に就役し、鎮海に所在する第9戦団に配備される。
2010年7月に行われたリムパックに参加する。演習中に実施されたハープーン対艦ミサイル発射テストで、標的の65キロ手前から狙ったものが、結果は11キロものずれに終わっている。
これはハープーンミサイルの精度としてはマクドネル・ダグラス社他による1974年の開発レベルにまで下がる。